# Maria Chmiel
Maria Chmiel, z domu Psarska (ur. 10 maja 1929 w Gostyniu, zm. 18 kwietnia 1991) – polska lekarka, pediatra, pracownik naukowy Akademii Medycznej w Poznaniu, działaczka NSZZ „Solidarność”, członkini Komitetu Obywatelskiego przy Lechu Wałęsie.

## Życiorys
Była córką podpułkownika Zygmunta Psarskiego, ziemianina, powstańca śląskiego i uczestnika wojny polsko-bolszewickiej. Po agresji niemieckiej w 1939 roku wyjechała z rodzicami najpierw do Piotrkowa, następnie do Warszawy, gdzie ukończyła szkołę powszechną i, na tajnych kompletach, dwie klasy gimnazjum. Działała w konspiracji, jako członkini tajnej organizacji harcerskiej podległej Narodowej Organizacji Wojskowej, a następnie Armii Krajowej. Uczestniczyła w powstaniu warszawskim jako sanitariuszka batalionu „Gustaw”. Po upadku powstania przedostała się z ludnością cywilną do Milanówka, gdzie doczekała końca wojny.
Na krótko powróciła z rodzicami w rodzinne strony, w 1946 roku złożyła egzamin maturalny w liceum w Gostyniu. Ponieważ w wyniku reformy rolnej Psarscy utracili majątek i musieli opuścić teren powiatu, zamieszkała w Poznaniu, gdzie rozpoczęła studia lekarskie. W 1951 roku poślubiła Józefa Chmiela, kolegę z roku, później biochemika, profesora Akademii Medycznej. Dyplom ukończenia studiów uzyskała w 1952 roku, po czym podjęła pracę w otwartym lecznictwie pediatrycznym. W 1956 roku została asystentem II Kliniki Chorób Dzieci, kierowanej przez profesora Olecha Szczepskiego. W 1958 roku została specjalistą I stopnia, w 1961 II stopnia w zakresie pediatrii. W marcu 1960 roku uzyskała stopień doktora nauk medycznych, na podstawie pracy Odczyny skórne na streptolizynę 0, a wartość miana antystreptolizyn 0 w surowicy u dzieci z ostrą chorobą reumatyczną, w 1963 roku została adiunktem.
Wynikiem półrocznego stażu naukowego w klinice pediatrycznej Uniwersytetu w Liège, gdzie przebywała jako stypendystka rządu belgijskiego, oraz dalszych badań prowadzonych w kraju, była praca habilitacyjna Zachowanie się kwasu mlekowego we krwi i w moczu w warunkach fizjologicznych i w chorobach nerek oraz wpływ diety zakwaszonej kwasem mlekowym na powstanie kwasicy metabolicznej u dzieci, przedstawiona w 1971 roku. 1 sierpnia 1972 roku została powołana na stanowisko docenta, w 1983 roku została profesorem nadzwyczajnym. W 1981 roku została wybrana prodziekanem Wydziału Lekarskiego do spraw studenckich, w 1984 prorektorem do spraw dydaktyki i wychowania. Jej dorobek naukowy obejmuje ponad 100 publikacji naukowych, była promotorem siedmiu prac doktorskich i opiekunem jednej habilitacji. Należała do Polskiego Towarzystwa Pediatrycznego i Poznańskiego Towarzystwa Przyjaciół Nauk.
Była jednym z założycieli uczelnianej „Solidarności”. W 1987 roku weszła w skład grupy intelektualistów, zorganizowanych wokół osoby Lecha Wałęsy, a w okresie przygotowań do obrad „okrągłego stołu” w skład Komitetu Obywatelskiego przy Lechu Wałęsie. Brała aktywny udział w odbudowie struktur Izby Lekarskiej i weszła do Naczelnego Sądu Lekarskiego.
Z mężem Józefem (zm. 1984) mieli dwie córki i syna. Zmarła 18 kwietnia 1991 roku.

## Odznaczenia
- Krzyż Kawalerski Orderu Odrodzenia Polski
- Medal Komisji Edukacji Narodowej
- Medal za Warszawę 1939–1945
- Warszawski Krzyż Powstańczy